# Pharaphodius curvodilatatus
Pharaphodius curvodilatatus är en skalbaggsart som beskrevs av Schmidt 1909. Pharaphodius curvodilatatus ingår i släktet Pharaphodius och familjen Aphodiidae. Inga underarter finns listade i Catalogue of Life.